# 舒庆
舒庆（1964年10月6日—），男，满族，山东青州人，中华人民共和国政治人物。山东师范大学地理系地理专业毕业，华东师范大学地理科学系人文地理专业硕士，华东师范大学西欧北美地理研究所区域地理学博士。曾任中共第十九届中央候补委员，上海市副市长、公安局局长等职务。现任上海市人民政府党组成员。

## 生平
早年毕业于山东师范大学地理系地理专业，并留校担任政治辅导员。1984年11月加入中国共产党，1985年7月参加工作。1988年至1994年，进入华东师范大学，攻读地理科学系人文地理专业硕士研究生、西欧北美地理研究所区域地理学专业博士研究生。
1994年7月，进入国家环保总局政策法规司工作。历任政策法规司干部，政策法规司政策研究处主任科员、副处长、处长，政策法规司副司长，国家环境保护总局办公厅（宣传教育司）巡视员兼副主任，国家环境保护总局规划与财务司司长，环境保护部规划财务司司长。
2010年10月，任中共郑州市委常委、荥阳市委书记。2011年11月，任中共巩义市委书记。2014年2月，任中共新乡市委副书记、代市长。2015年3月，任中共新乡市委书记。2017年1月，当选河南省人民政府副省长。2017年7月，任河南省公安厅厅长。2017年10月，中国共产党第十九次全国代表大会上当选中国共产党第十九届中央委员会候补委员。2018年2月24日，当选为第十三届全国人大代表。
2020年12月，调入上海市，出任市政府副市长、市公安局局长。2023年1月，卸任上海市副市長。